# Cap d'olla negre d'aleta curta
El cap d'olla negre d'aleta curta (Globicephala macrorhynchus) és una de les dues espècies de cetaci del gènere Globicephala. Forma part de la família dels delfínids, o dofins oceànics, tot i que el seu comportament s'assembla més al de les balenes.
Els caps d'olla negres d'aleta curta es poden confondre amb els seus parents, els caps d'olla negres d'aleta llarga, però hi ha diverses diferències. Com ho indica el seu nom, tenen aletes més curtes que les dels caps d'olla negres d'aleta llarga, amb una corba més suau a la vora. També tenen menys dents, amb entre 14 i 18 a cada maxil·lar.

## Descripció
Com el seu nom ho indica, té les aletes més curtes que l'altre cap d'olla negre (Globicephala melas). La seva coloració és negra a gris fosc. Posseeix algunes taques blanques a la zona ventral. Els mascles són més grossos que les femelles i tenen el meló més desenvolupat. Els mascles mesuren al voltant de 6 a 6,7 m i les femelles de 5 a 5,5 m amb un pes d'entre 1.000 a 4.000 kg.

## Biologia i distribució
Solen viure en grups d'entre deu a trenta individus, podent fins i tot arribar als seixanta. La seva alimentació es basa en calamars, pops i peixos. Utilitza el seu enorme meló per ajudar-se en la cacera de les seves preses. Habita entre els 41° S i 45° N en oceans de tot el món.

## Estat de conservació
El 2008 fou catalogat a la Llista Vermella de la UICN com a dades deficients DD (de l'anglès data deficient) pel fet que no existeix claredat en la seva classificació taxonòmica, ja que pot tractar-se de diverses espècies o subespècies.